# Saint-Martin-du-Vivier
Saint-Martin-du-Vivier là một xã thuộc tỉnh Seine-Maritime trong vùng Normandie miền bắc nước Pháp.

### Huy hiệu
| Arms of Saint-Martin-du-Vivier | The arms of Saint-Martin-du-Vivier are blazoned: Per fess Or and gules, an oak twig with an acorn and leaf vert bendwise and a sprig of holly vert fructed gules bendwise sinister, the two in crossed in saltire, and a mill wheel issuant from a fess abased wavy argent. |

## Dân số
| 1962                                            | 1968 | 1975 | 1982 | 1990 | 1999 | 2006 |
| ----------------------------------------------- | ---- | ---- | ---- | ---- | ---- | ---- |
| 451                                             | 569  | 920  | 1369 | 1445 | 1484 | 1835 |
| Starting in 1962: Population without duplicates |      |      |      |      |      |      |